# Lymeon haemorrhoidalis
Lymeon haemorrhoidalis là một loài tò vò trong họ Ichneumonidae.